# IJzerbedevaart

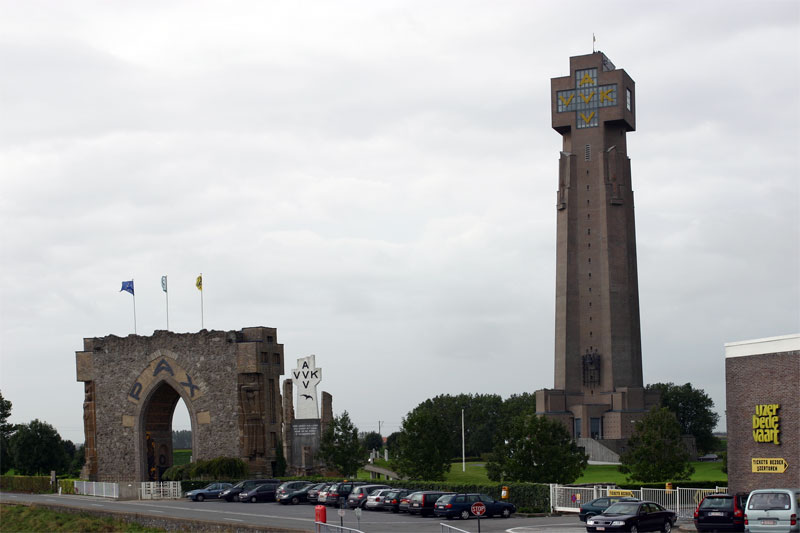
De IJzertoren te Diksmuide

De IJzerbedevaart is een jaarlijkse bedevaart ter nagedachtenis van de gesneuvelde Vlaamse soldaten uit de Eerste Wereldoorlog die jaarlijks in Diksmuide (Kaaskerke) gehouden wordt. Hiermee herdenken de Vlaams-nationalisten de boodschap van de Frontbeweging (later ontstond hieruit de Frontpartij): Nooit Meer Oorlog, Zelfbestuur en Godsvrede, later door het organiserende IJzerbedevaartcomité hertaald naar Vrede, Vrijheid en Verdraagzaamheid.

## Toelichting

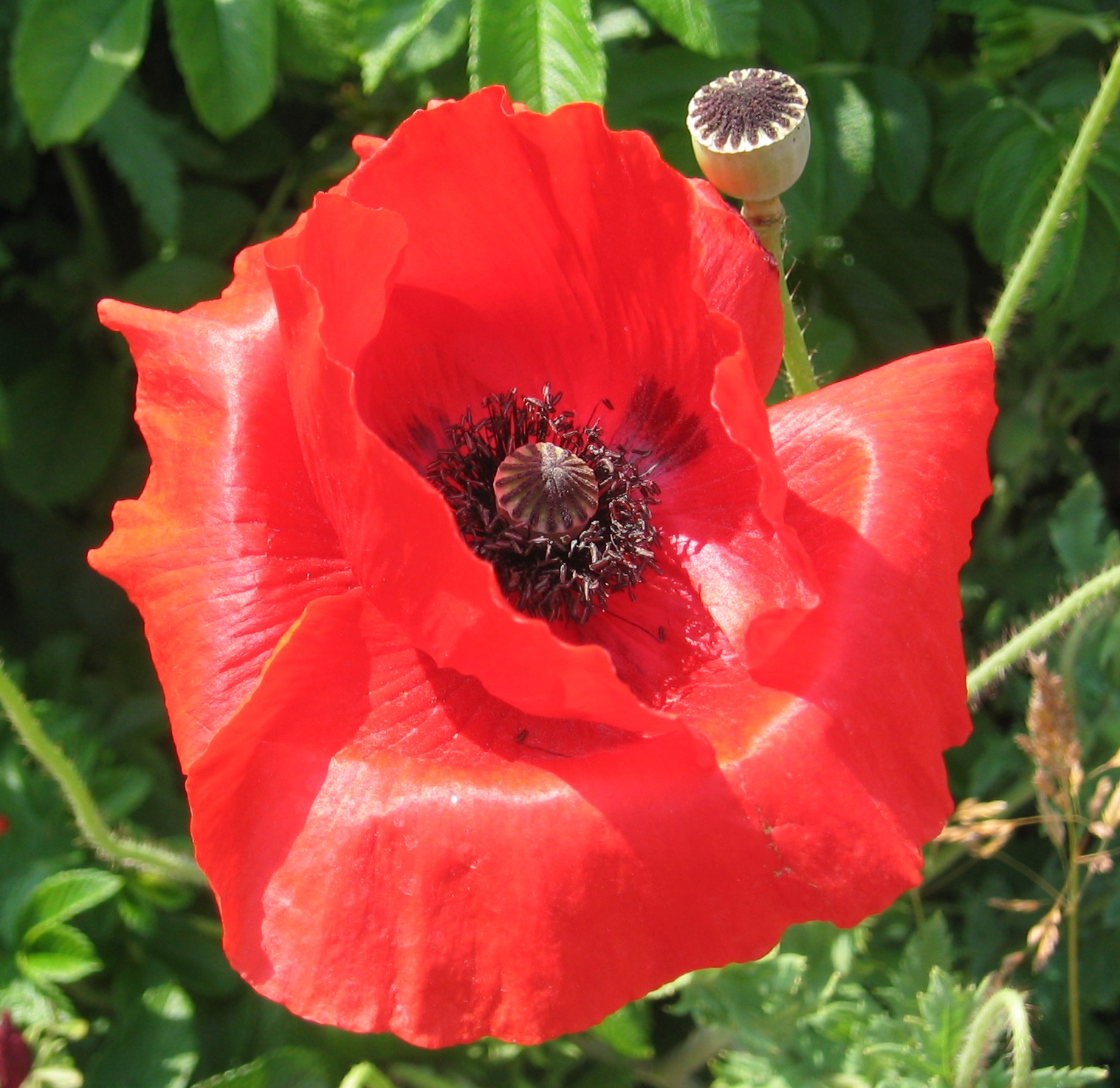
De klaproos, symbool voor de soldaten gesneuveld aan de IJzer

De IJzerbedevaart vindt sinds 1920 plaats (de IJzerbedevaarten tijdens de oorlogsjaren 1940-1945 worden niet opgenomen in de officiële telling).

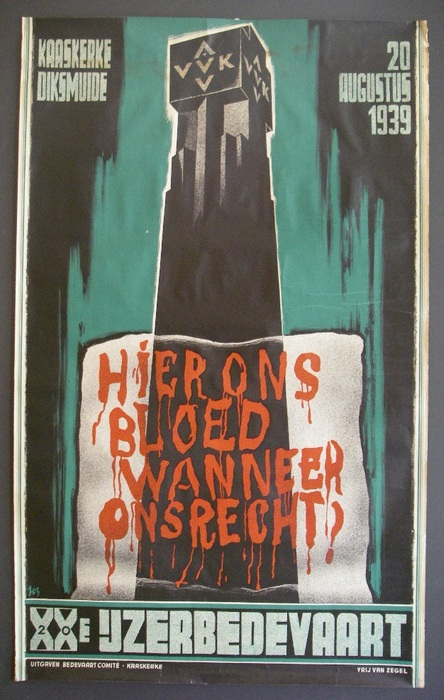
Affiche IJzerbedevaart 1939, door Jos De Swerts

De eerste bedevaarten werden jaarlijks gehouden naar een plaats waar "een populaire Vlaamse dode begraven lag". De eerste jaren deed men dus enkele dorpen aan waar een Belgisch militair kerkhof lag. In 1920 bracht de eerste IJzerbedevaart hulde aan Joe English en trok naar Steenkerke. De tweede bedevaart in 1921 huldigde de Gebroeders Van Raemdonck en ging naar Steenstrate. In 1922 trok men naar Westvleteren, en bracht men hulde aan Renaat De Rudder. In 1923 trok men naar Oeren, waar in 1918 al een 38 graven waren geschonden, met als thema "Eerherstel aan de geschonden graven". Vanaf 1924 vond de IJzerbedevaart altijd plaats in Kaaskerke bij Diksmuide.
Sinds de bouw van de (eerste) IJzertoren in 1928 en inwijding op 24 augustus 1930 werd dit grafmonument de verzamelplaats voor de bedevaarten. De IJzerbedevaarten groeiden in het interbellum, onder meer door propaganda van Clemens De Landtsheer, uit tot de belangrijkste manifestatie van de Vlaamse Beweging.
Het IJzerbedevaartcomité is ook een van de stuwende leden van het Overlegcentrum van Vlaamse Verenigingen (OVV).

Vlag van Vlaanderen

Tijdens de Tweede Wereldoorlog werden geen massale bedevaarten georganiseerd, wel besloten plechtigheden die voor het publiek via de radio te beluisteren waren. Door de aanwezigheid en goedkeuring van Duitse militairen raakten de flaminganten die deelnamen aan deze herdenkingen bij velen geassocieerd met de collaboratie. De oorlogsbedevaarten werden na 1945 door de organisatie geschrapt uit de officiële telling.
Toen in 1946 de IJzertoren werd opgeblazen, was iedereen verdacht. Sommigen denken dat de aanslag gepleegd is door Belgische nationalisten, anderen menen in het ontmijningsdienst van het Belgische leger, dat destijds nabij Diksmuide gelegerd was, een dader te zien. Sommigen denken dat de aanslag gepleegd is door 'franskiljons'. De zaak zou nooit worden opgelost.
Dat jaar werd de bedevaart voor het eerst georganiseerd door de VZW Bedevaart naar de Graven aan de IJzer, kortweg het IJzerbedevaartcomité. De officiële naam was toen Jeugdbedevaart voor Eerherstel.
In de jaren 1980 verzamelden zich, in de marge van de echte IJzerbedevaart, aan de vooravond van de herdenking steeds meer neonazi's uit heel Europa in de stad Diksmuide. Dat veroorzaakte steevast rellen, tot schaamte van de Vlaamse bedevaarders, die niet meteen een manier vonden om de associatie tussen de herdenking en de relschoppers uit de wereld te helpen.
Het IJzerbedevaartcomité onder leiding van Paul Daels en Lionel Vandenberghe ondernam een ambitieuze poging om de organisatie toegankelijker te maken voor een breed publiek, onder meer via het museum Oorlog, Vrede, Vlaamse Ontvoogding en de organisatie van activiteiten in de geest van Vrede, Vrijheid en Verdraagzaamheid. 
Vooral het wijzigen van de oorspronkelijke slogans uit het ijzertestament "Nooit meer oorlog, Zelfbestuur en Godsvrede" naar "Vrede, Vrijheid en Verdraagzaamheid" zorgde voor verontwaardiging.  Ook de mensen die streven naar een onafhankelijk Vlaanderen voelden zich niet meer thuis.  Dit alles leide in 1995 tot stil protest aan de andere kant van de ijzer georganiseerd door het IJzerbedevaartsforum. De verzoeningsgesprekken die daarop volgden leverden echter niets op.
De rechtervleugel kon zich echter niet verzoenen met die aanpak en noemde de organisatie van co ncerten op de bedevaartsweide (het festival Ten Vrede) grafschennis.
In 1996 volgde de definitieve breuk, toen tijdens de bedevaart aanhangers van het Vlaams Blok het podium bestormden en rake klappen uitdeelden uit protest tegen het organiserende IJzerbedevaartcomité.
Op de IJzerbedevaart van 27 augustus 2000 nam de Vlaamse geschiedkundige en lid van het IJzerbedevaartcomité Frans-Jos Verdoodt het woord, om de collaboratie van 1940 tot 1944 van een belangrijk deel van het historisch Vlaams-nationalisme met nazi-Duitsland uitdrukkelijk te veroordelen en een 'historisch pardon' te vragen in naam van de Vlaamse Beweging.
Sinds 2003 houdt de radicale rechtervleugel een eigen jaarlijkse bijeenkomst, de IJzerwake, bij het monument van de gebroeders Van Raemdonck in Steenstrate bij Ieper. Na enkele uitschuivers in de eerste jaren is de IJzerwake minder extreem geworden en heeft ze de IJzerbedevaart uiteindelijk overvleugeld, tenminste inzake aantal deelnemers. De pers blijft de Bedevaart als een politiek ijkpunt zien.
Terwijl de IJzerwake vooral radicale flaminganten trekt, vooral uit Vlaams Blok/Vlaams Belang (de oorspronkelijke organisator en geldschieter), slaagde de IJzerbedevaart er vanaf de jaren 90 in om parlementsleden uit alle Vlaamse partijen aan te trekken. Ook meer dan één Vlaams minister-president woont de vredesmanifestatie bij: de IJzerbedevaart is nu echt erkend als plechtigheid van de hele Vlaamse Gemeenschap.
Onder voorzitters Walter Baeten en Paul De Belder zoekt het IJzerbedevaartcomité naar een stabiel evenwicht tussen toegankelijkheid en trouw aan de oorspronkelijke drie idealen van Frontbeweging. Grote aandacht gaat naar het museum Oorlog, Vrede, Vlaamse Ontvoogding in de IJzertoren, dat jaarlijks vele duizenden bezoekers kent. In publicaties en manifesten worden de leuzen Nooit meer oorlog, Zelfbestuur en Godsvrede en Vrede, Vrijheid en Verdraagzaamheid door elkaar gebruikt.
Sinds 2004 pleit het comité voor een soeverein Vlaanderen als lidstaat van de Europese Unie. Sinds 2000 werkt het IJzerbedevaartcomité ook intensief aan opening naar de nieuwe Vlamingen, de Vlamingen behorende tot de etnisch-culturele minderheden. Zo sprak Mohammed El Omari op de IJzerbedevaart van 2006.
In 2008 werd de IJzerbedevaart geïntegreerd in een dagvullend programma met diverse activiteiten onder de naam Diksmuide IJzersterk. Vanaf 2010 werd de IJzerbedevaart officieel ontdaan van haar karakter als politieke meeting en beoogt zij enkel nog een brede dodenherdenking te zijn.
Het gekozen jaarthema weerspiegelt niet alleen de nationalistische en pacifistische inslag van het gebeuren maar ook de accentverschuivingen in de loop van de tijd:
- 1920: Huldiging van Joe English
- 1925: Naar de Vlaamse dodenakker
- 1939: Hier ons Bloed, wanneer ons Recht?
- 1962: Vlaanderen Eerst
- 1967: Vrede onder de mensen, de volkeren en de Vlamingen
- 1975: De Nederlanden, ons Vaderland
- 1984: Volk wordt Staat
- 1987: Vlaanderen een, Vlaanderen eerst
- 2000: De Vlaamse Staat thuis in de wereld
- 2002: Gezamenlijk aan de toekomst bouwen
- 2003: Een kleurig Vlaanderen in een kleurige wereld
- 2009: Vlaanderen is er voor allen

Tot en met 2012, vond de IJzerbedevaart jaarlijks plaats op de laatste zondag van augustus.
Vanaf 2013 vond de IJzerbedevaart jaarlijks plaats op 11 november. Daarmee wilde het comité terugkeren naar de oorsprong van de bijeenkomst in Diksmuide: een piëteitsvolle herdenking van de soldaten aan ‘het Belgisch-Duitse front op Vlaamse grond’.
Naar aanleiding van het jubileum '100 jaar IJzerbedevaarten' besliste de organisatie vzw Bedevaart naar de Graven aan de IJzer (= IJzerbedevaartcomité) om te verschuiven naar het weekend van 5 en 6 september 2020, exact 100 jaar na de eerste IJzerbedevaart in 1920. De eerste zondag van september werd hierna ook voor de volgende edities aangehouden.

## Edities

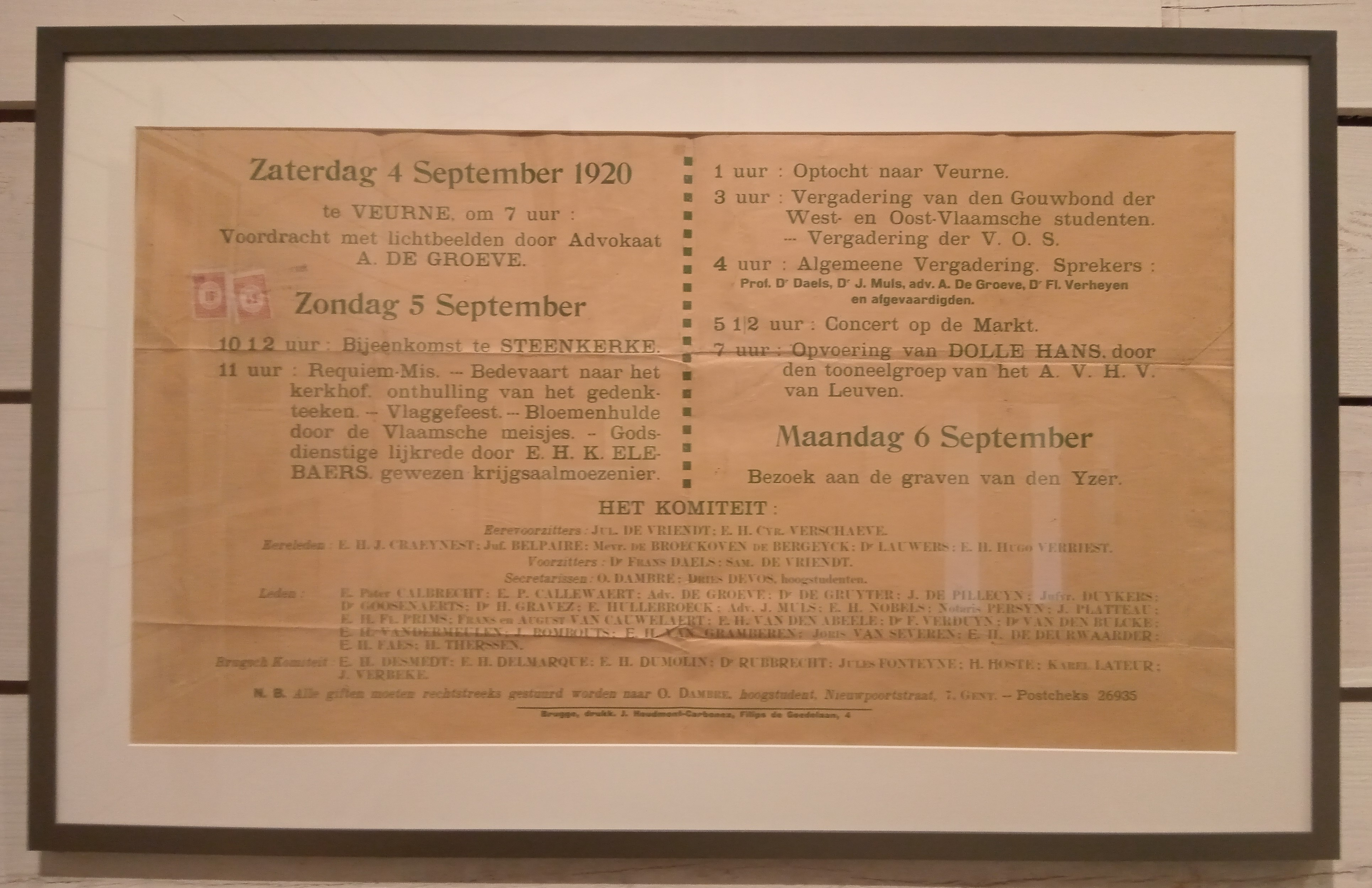
1920
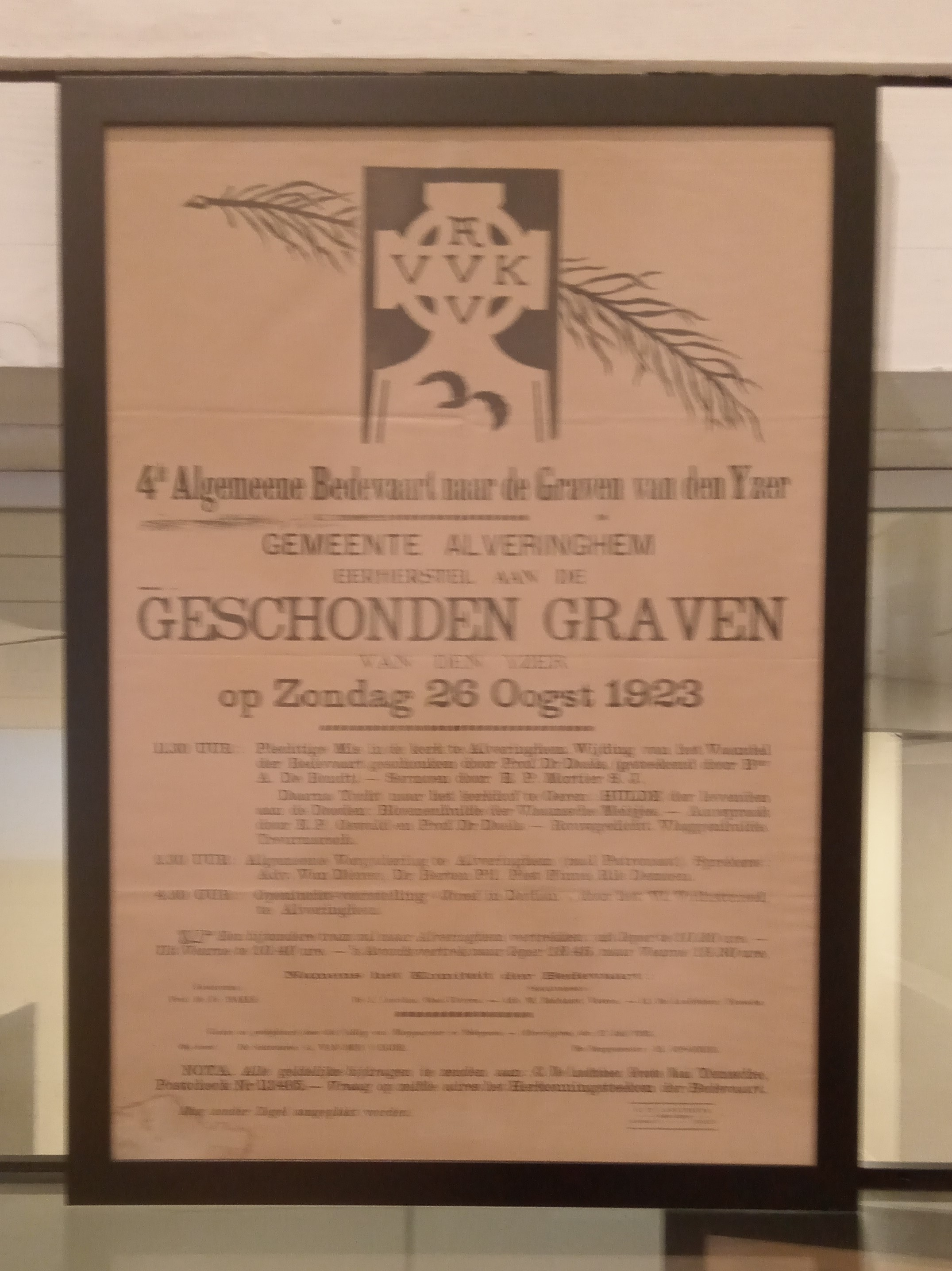
1923
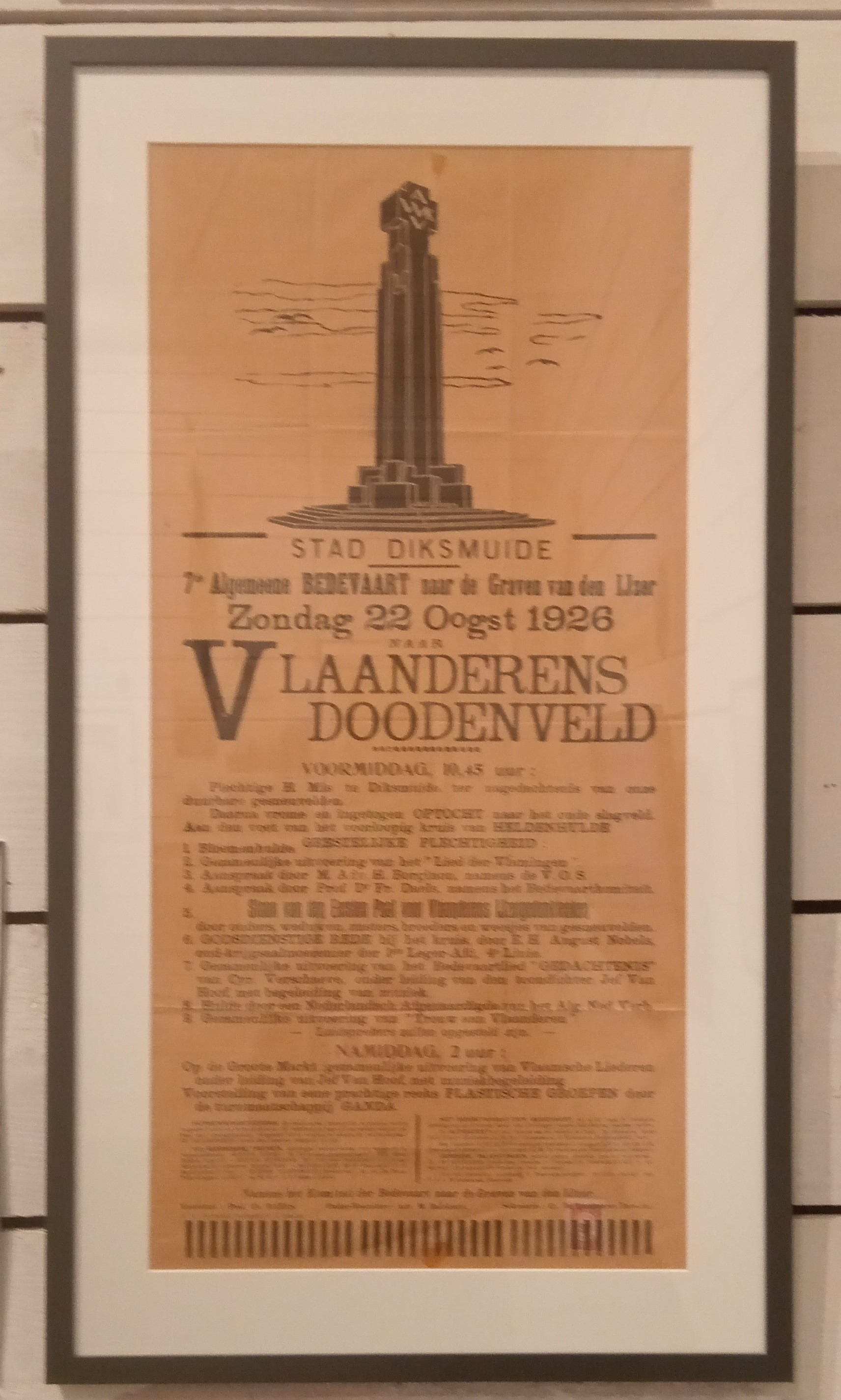
1926
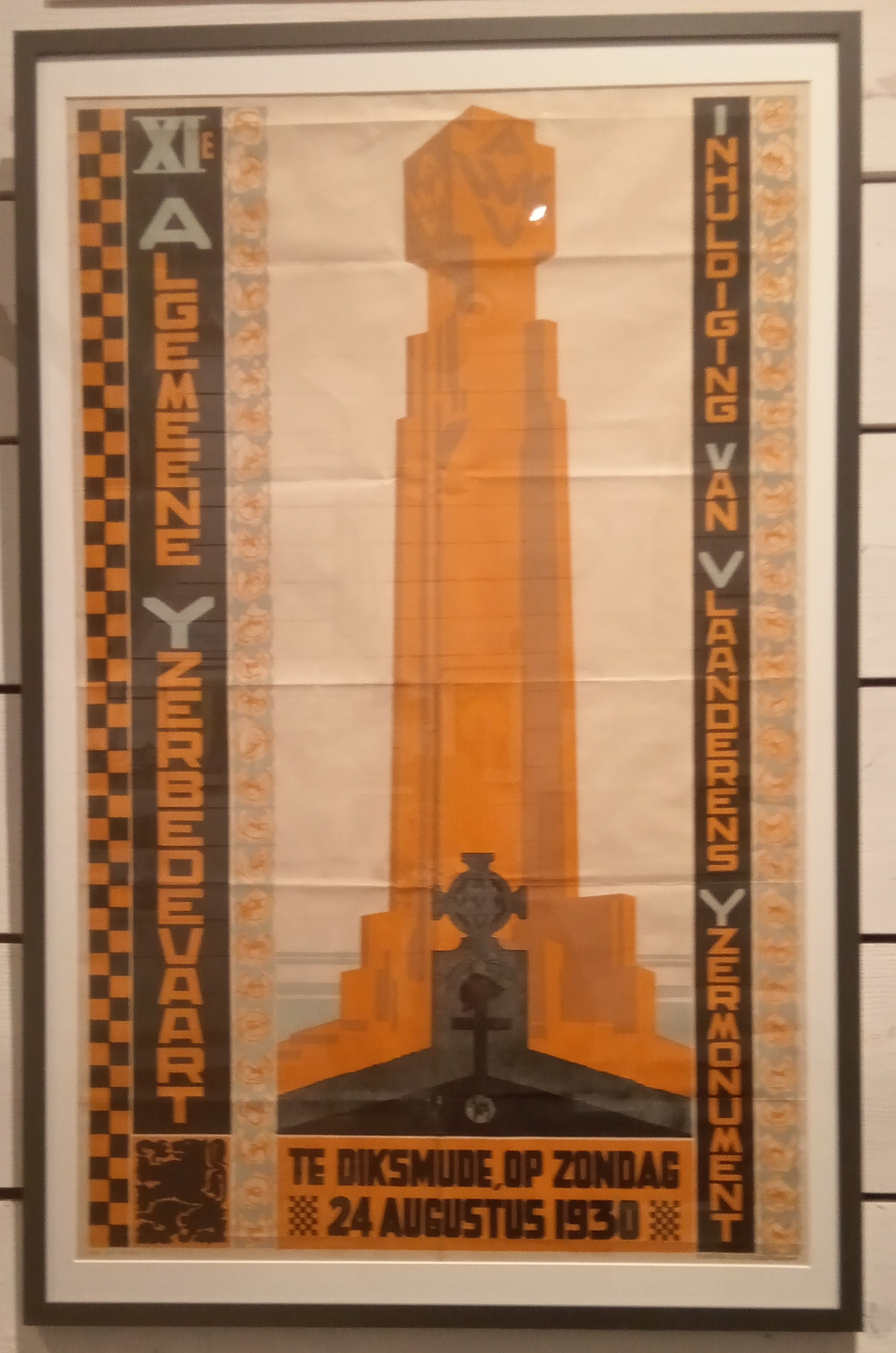
1930
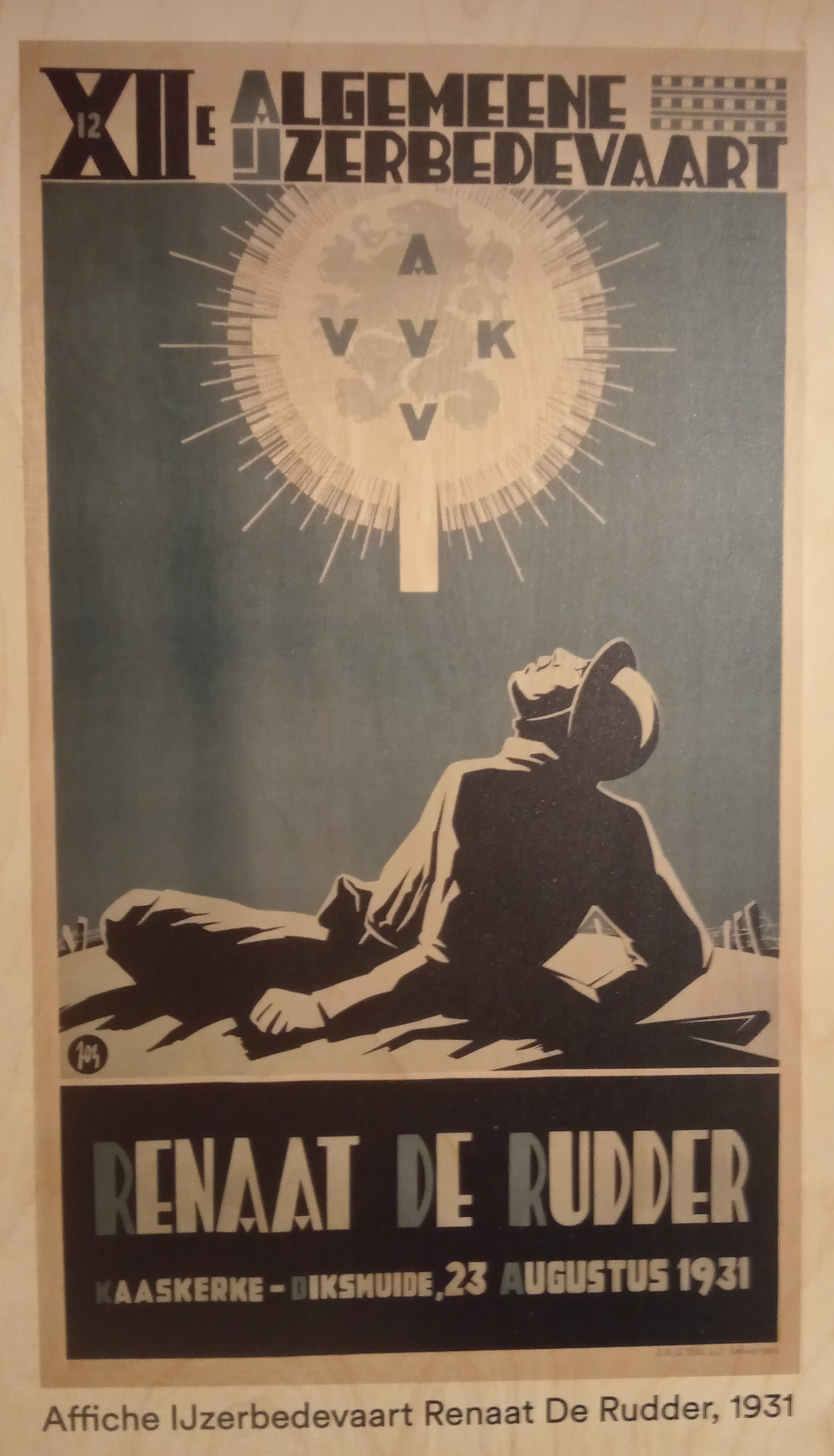
1931
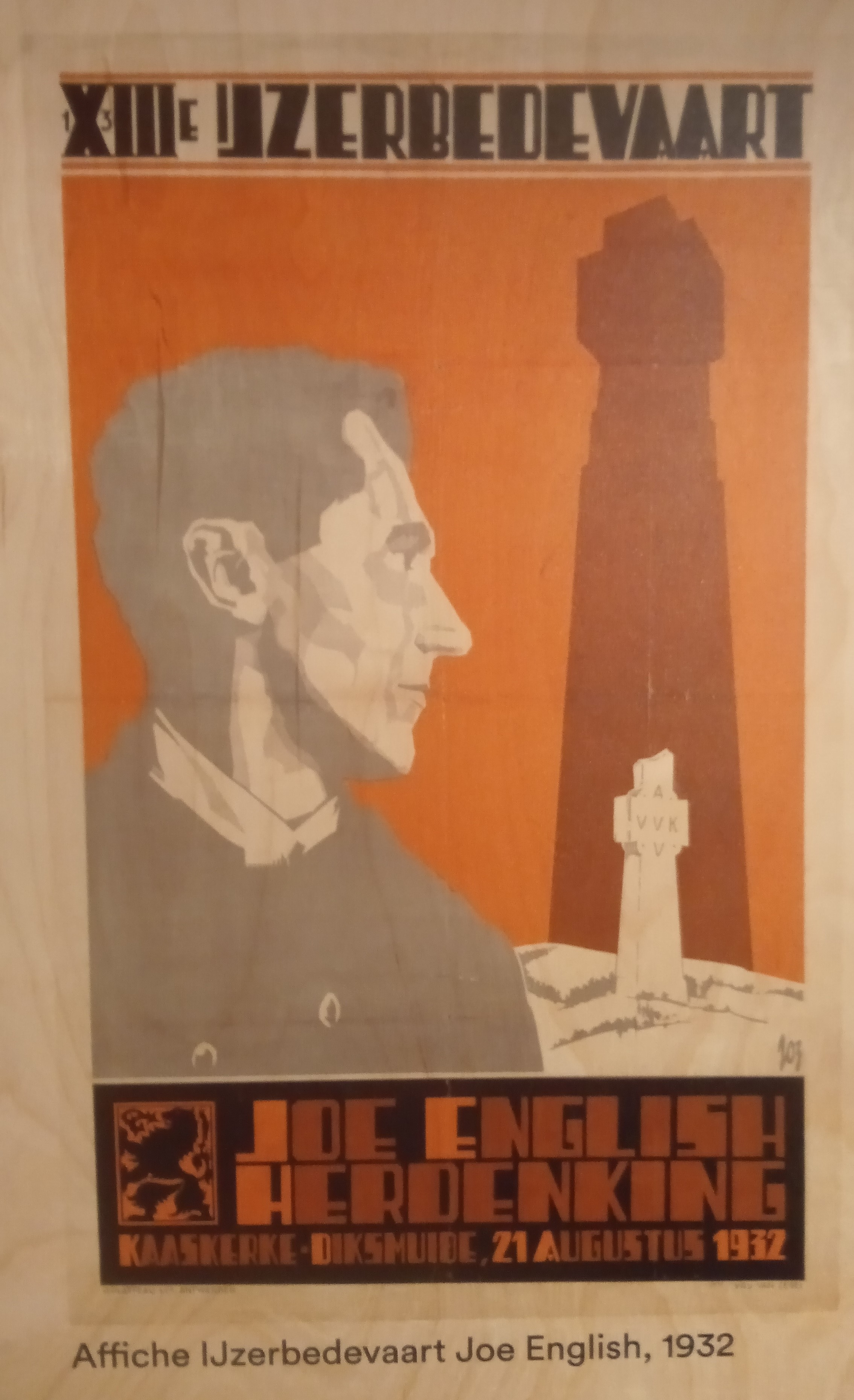
1932
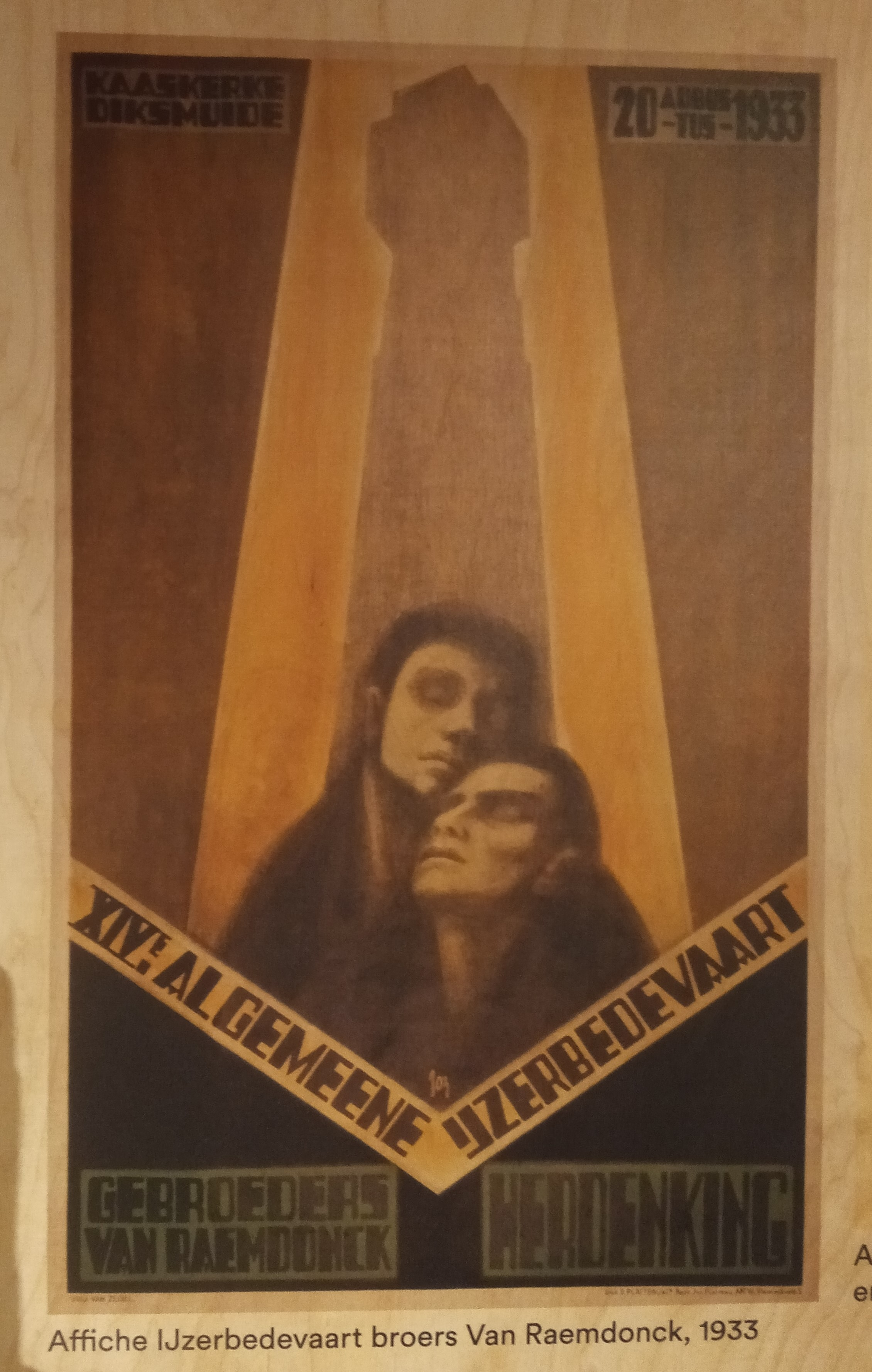
1933
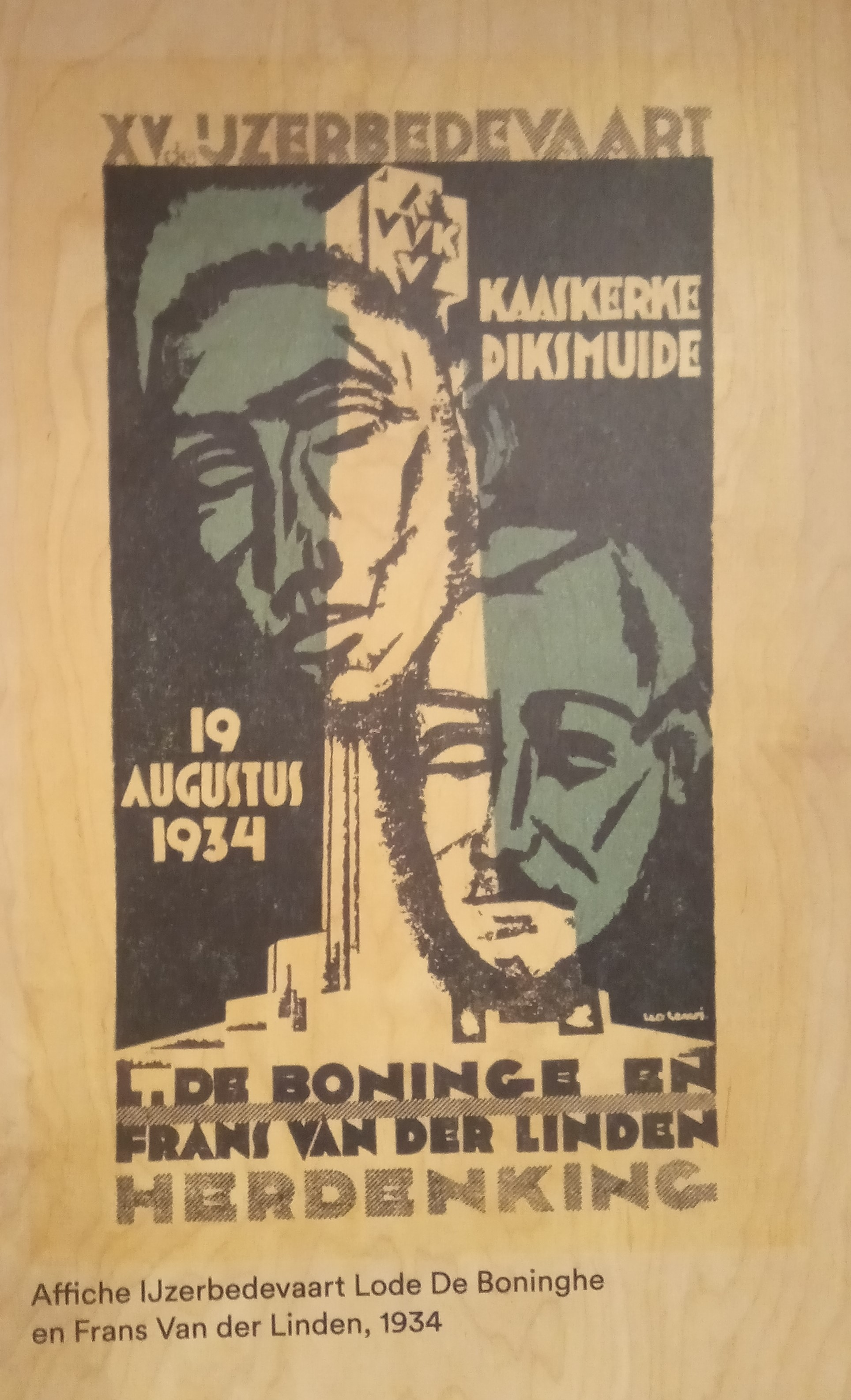
1934
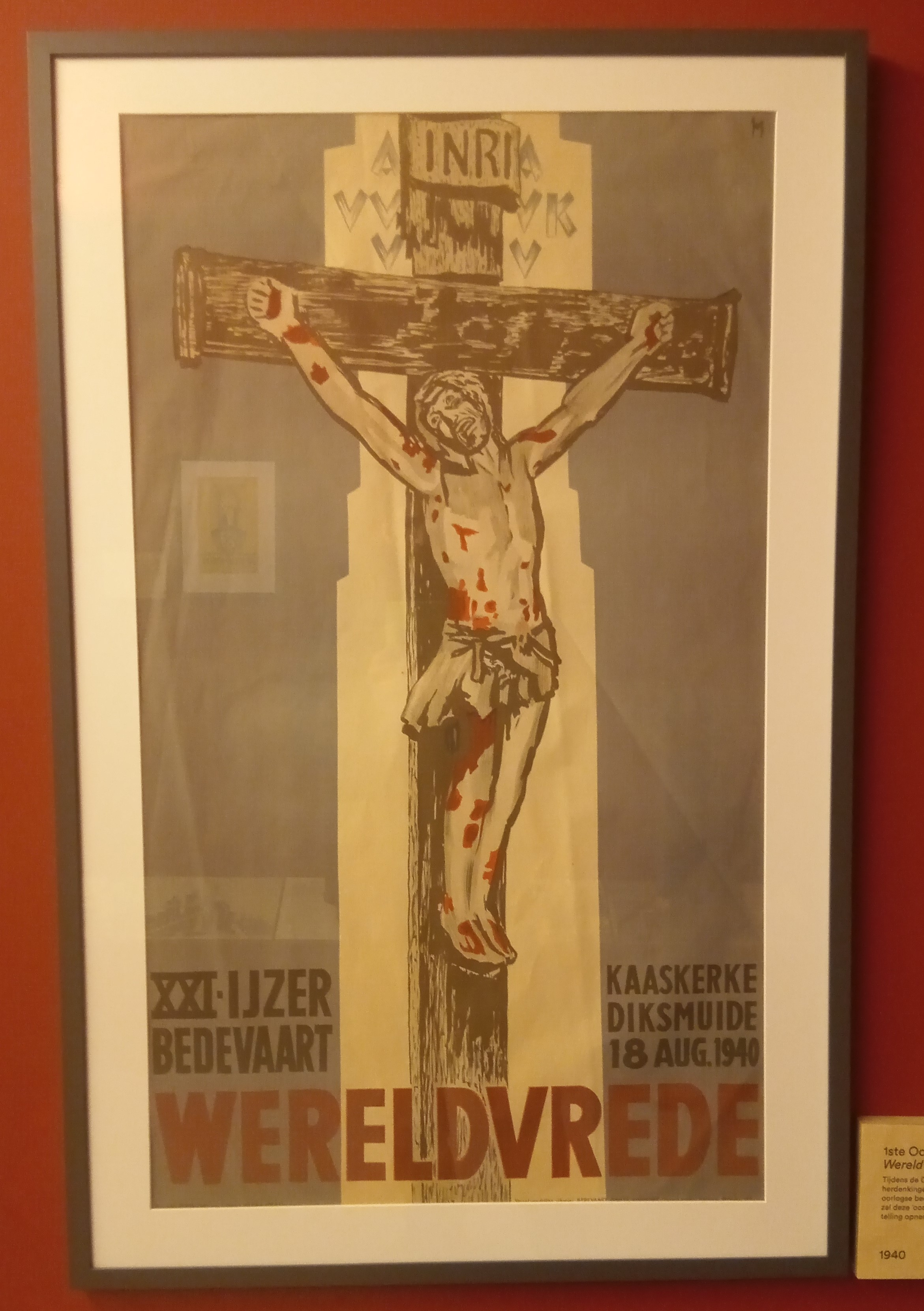
1940
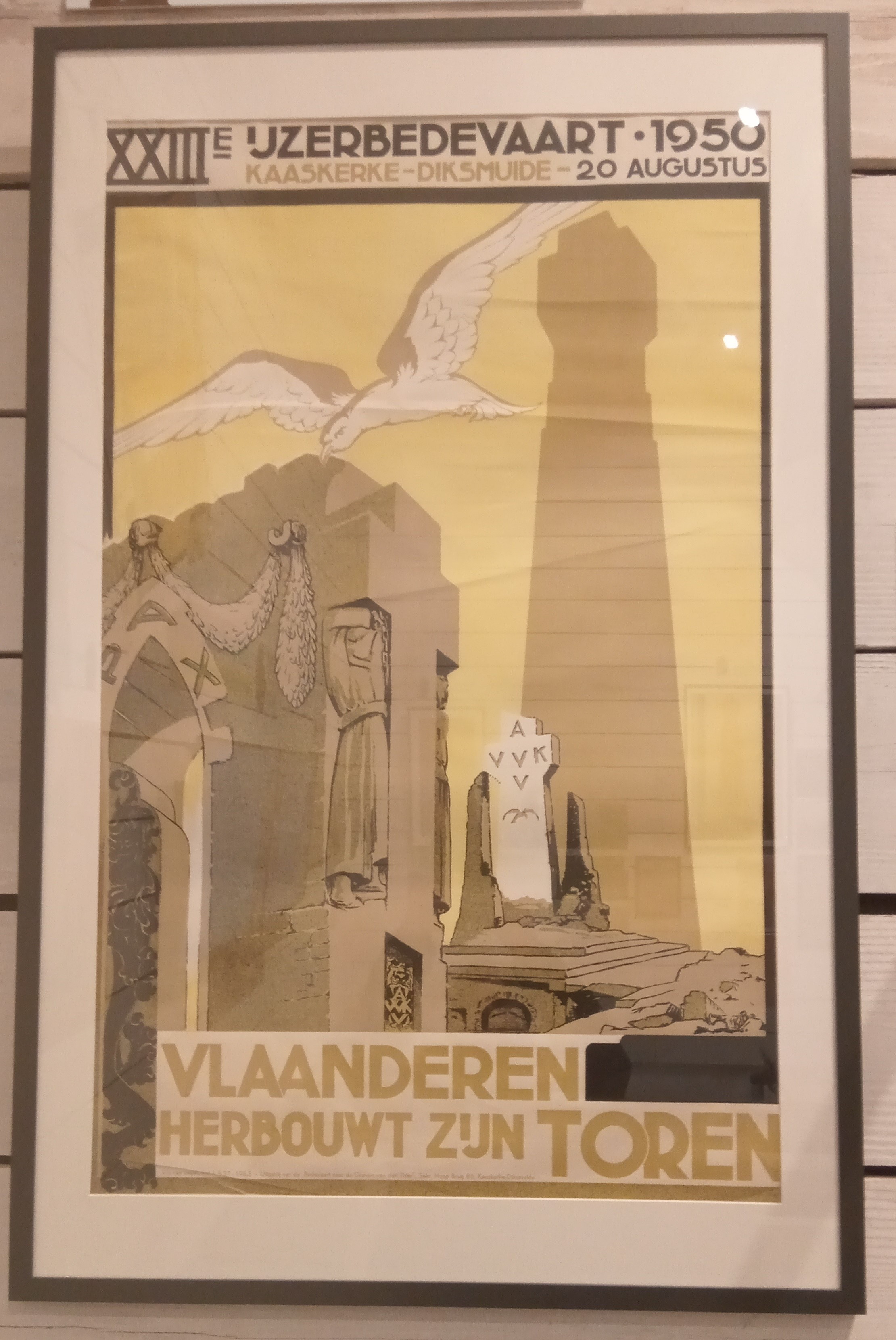
1950
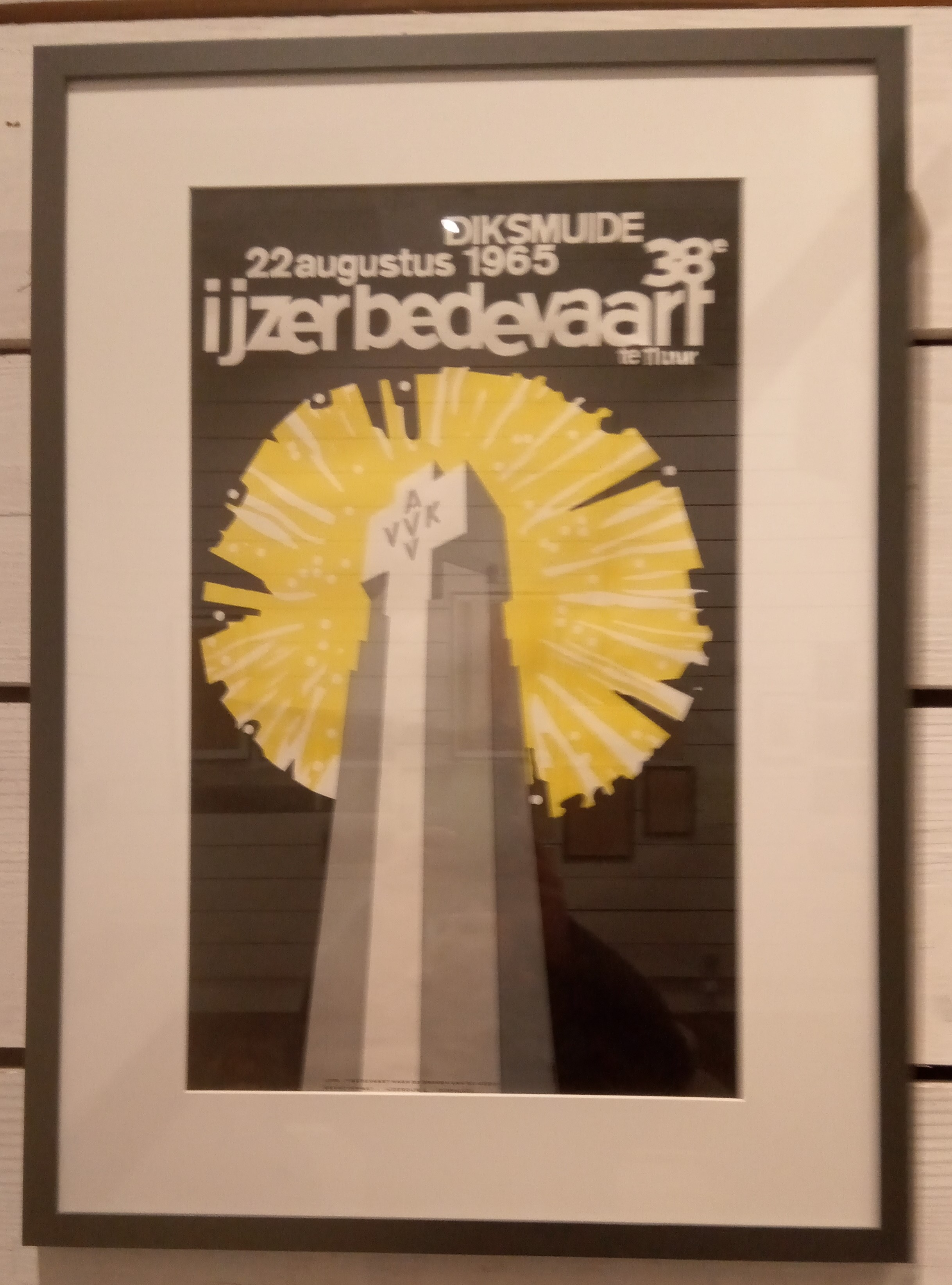
1965
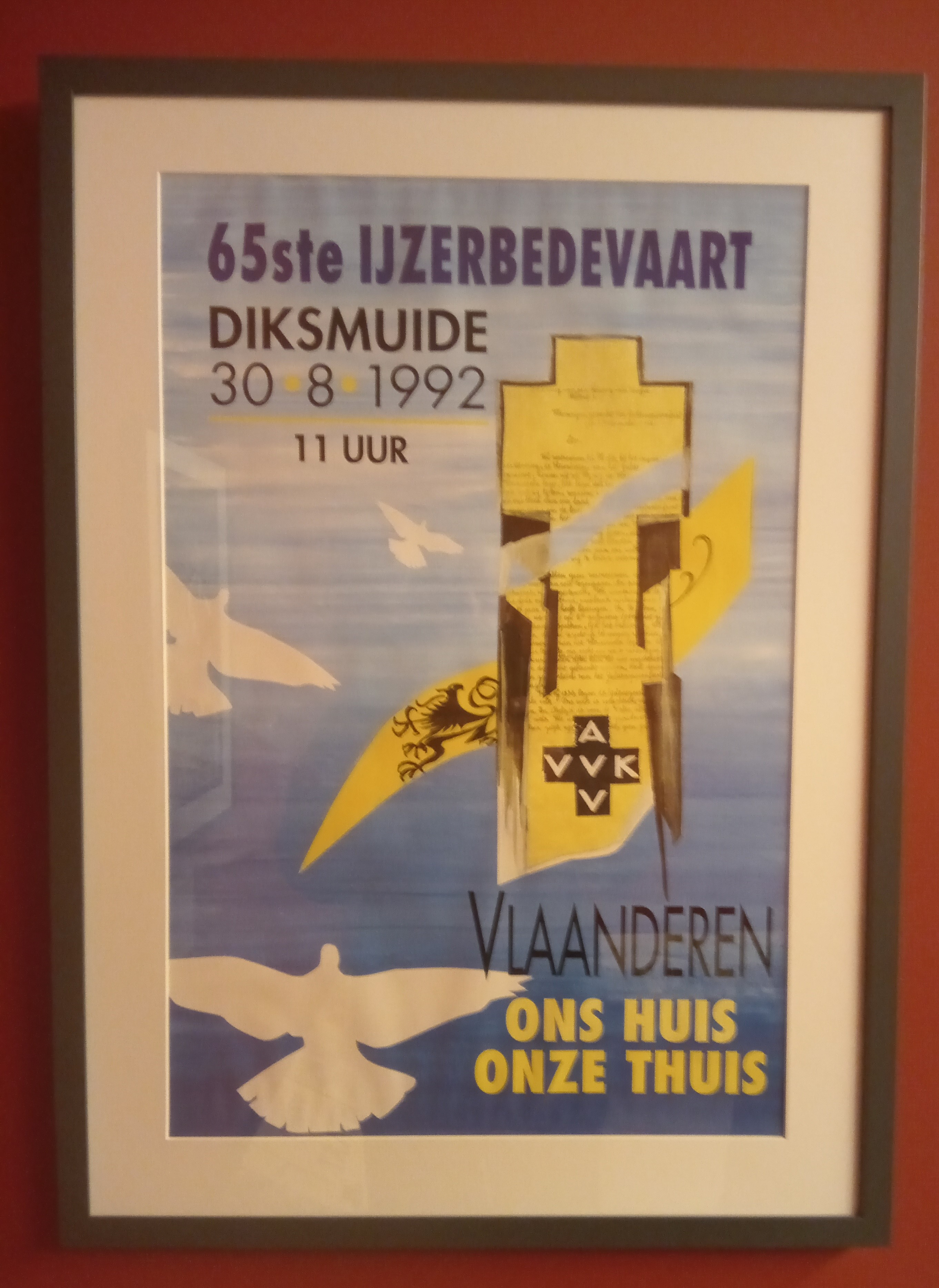
1992
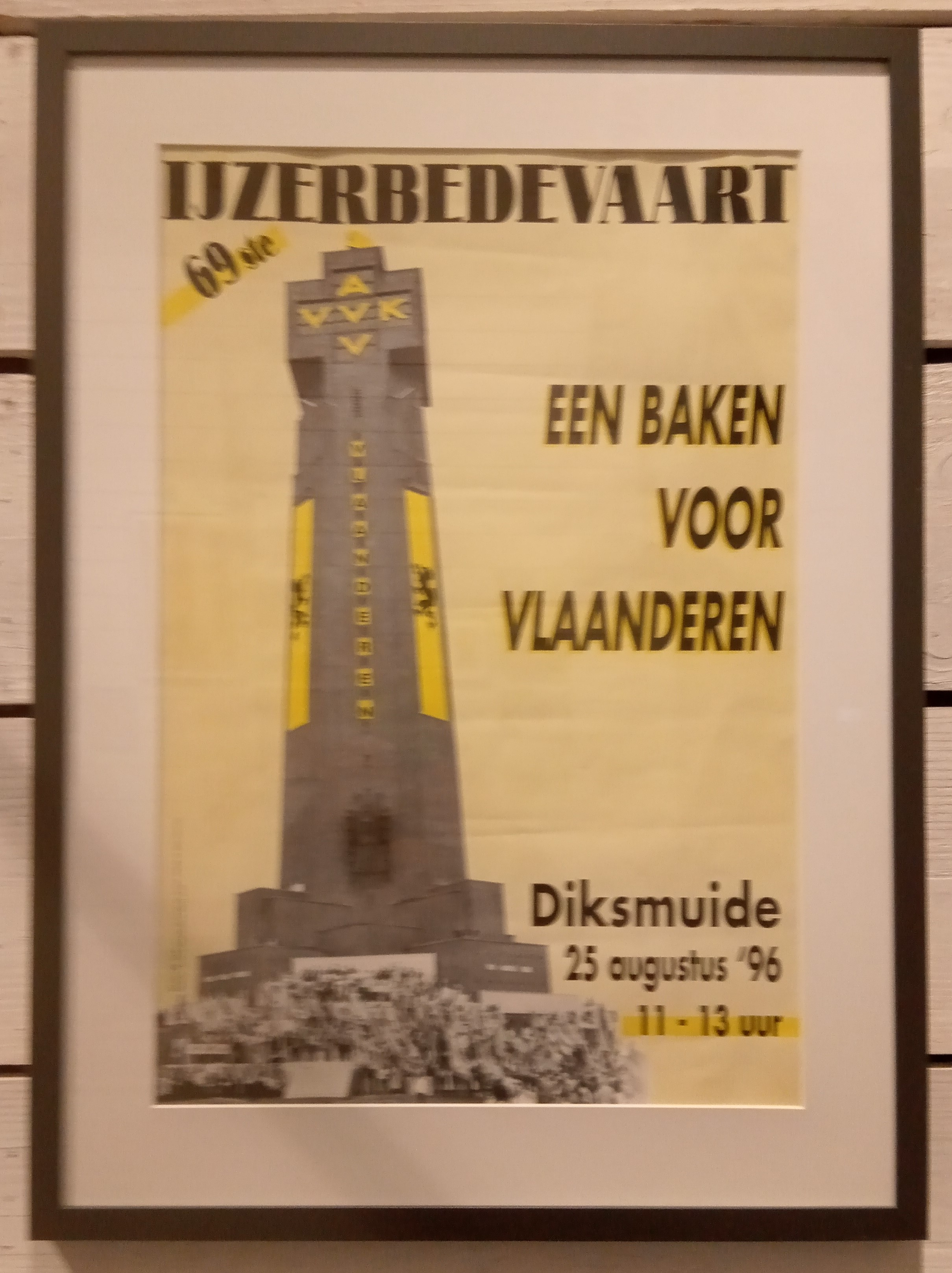
1996